# Resolución 1570 del Consejo de Seguridad de las Naciones Unidas
La resolución 1570 del Consejo de Seguridad de las Naciones Unidas, aprobada por unanimidad el 28 de octubre de 2004, tras recordar todas las resoluciones anteriores sobre la situación en el Sáhara Occidental, en particular las resoluciones 1495 (2003) y 1541 (2004), prorrogó el mandato de la Misión de las Naciones Unidas para el Referéndum del Sáhara Occidental (MINURSO) hasta el 30 de abril de 2005. 
El Consejo de Seguridad reafirmó la necesidad de una solución duradera y mutua al problema del Sáhara Occidental, que prevea la libre determinación del pueblo del territorio. Se instó tanto a Marruecos como al Frente Polisario a cooperar con las Naciones Unidas para poner fin al estancamiento político y alcanzar una solución a la prolongada disputa.
Mientras tanto, se solicitó al Secretario General Kofi Annan que informara sobre la situación y la MINURSO, incluida una posible reducción de su personal. Se instó a los Estados miembros a que consideraran la posibilidad de contribuir a medidas de fomento de la confianza para facilitar un mayor contacto entre personas, como las visitas familiares.
En su informe, el Secretario General ofreció dos opciones para la consideración del Consejo de Seguridad: mantener 203 observadores vigilando la línea de alto el fuego o reducirlos hasta 37. 